# Liga de Rugby de Chile 2010
La Liga de Rugby de Chile de 2010 fue la primera edición del torneo de rugby de Chile.

## Sistema de disputa
Cada equipo disputó encuentros frente a cada uno de sus rivales en condición de local y de visitante, totalizando 8 partidos cada uno, posteriormente los mejores cuatro equipos clasificaron a semifinales.
Puntuación
Para ordenar a los equipos en la tabla de posiciones se los puntuará según los resultados obtenidos.
- 3 puntos por victoria.
- 2 puntos por empate.
- 0 puntos por derrota.
- 1 punto bonus por ganar haciendo 3 o más tries que el rival.
- 1 punto bonus por perder por siete o menos puntos de diferencia.

## Tabla de posiciones
|  | Clasifica a las semifinales por el campeonato. |

| Pos. | Equipo              | Encuentros | Encuentros | Encuentros | Encuentros | Tantos | Tantos | Tantos | PB | PB | Puntos |
| Pos. | Equipo              | PJ         | PG         | PE         | PP         | F      | C      | Dif    | BO | BD | Puntos |
| ---- | ------------------- | ---------- | ---------- | ---------- | ---------- | ------ | ------ | ------ | -- | -- | ------ |
| 1.º  | Old Macks           | 10         | 8          | 0          | 2          | 386    | 167    | +219   | 3  | 1  | 36     |
| 2.º  | Los Troncos         | 10         | 7          | 1          | 2          | 426    | 167    | +259   | 4  | 1  | 35     |
| 3.º  | Old John's          | 10         | 5          | 1          | 4          | 263    | 179    | +84    | 2  | 3  | 27     |
| 4.º  | Viña RC             | 10         | 5          | 0          | 5          | 246    | 272    | -26    | 3  | 2  | 25     |
| 5.º  | Sporting Rugby Club | 10         | 4          | 0          | 6          | 271    | 242    | +29    | 2  | 1  | 19     |

## Fase final

### Semifinales
| 8 de agosto de 2010 | Old Macks | 21 - 19 | Viña RC |  |  |

| 15 de agosto de 2010 | Old Macks | 36 - 21 | Viña RC |  |  |

| 8 de agosto de 2010 | Old John's | 12 - 26 | Los Troncos |  |  |

| 15 de agosto de 2010 | Old John's | 24 - 49 | Los Troncos |  |  |

#### Final
| 28 de agosto de 2010 | Old Macks | 8 - 24 | Los Troncos |  |  |

| Bandera de Chile    |
| Campeón Los Troncos |
| Primer título       |